# 7415 Susumuimoto
7415 Susumuimoto è un asteroide della fascia principale. Scoperto nel 1990, presenta un'orbita caratterizzata da un semiasse maggiore pari a 3,1797196 UA e da un'eccentricità di 0,1527964, inclinata di 2,63407° rispetto all'eclittica.